# Dogoni
Dogoni è un comune rurale del Mali facente parte del circondario di Sikasso, nella regione omonima.
Il comune è composto da 16 nuclei abitati:
- Diabougoula
- Diomaténé
- Dogoni
- Kamonobougou
- Klélani
- M'Pèla
- N'Djibougou
- N'Golognébougou
- N'Goloko
- N'Golokoni
- Nagnan ߣߢߊ߲߬
- Nénébougou
- Niatama
- Ourofura
- Sanzana
- Wakaro